# The Tyger

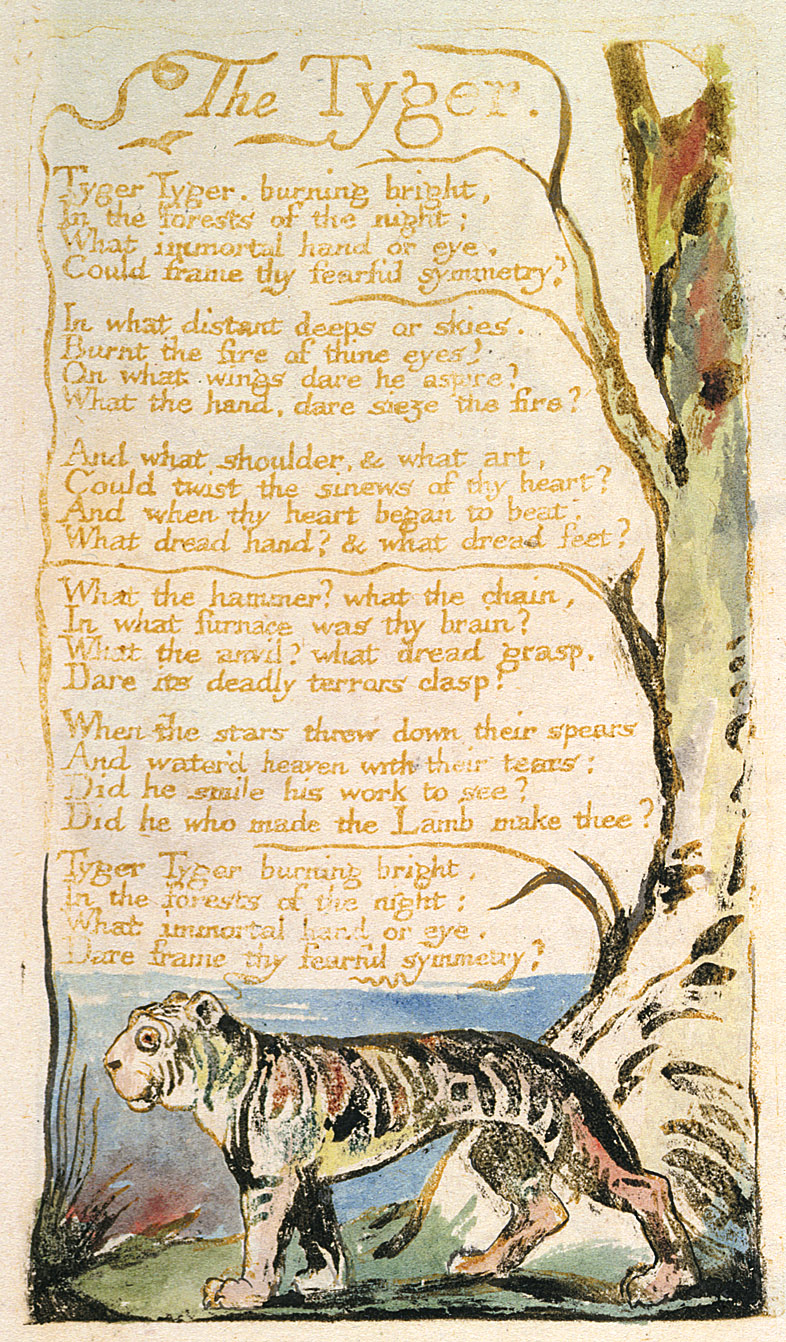
Tisk básně z roku 1794

„The Tyger“ (v novějším pravopisu „tiger“, tygr) je báseň anglického básníka Williama Blakea, poprvé vydaná v knize Songs of Experience v roce 1794. Je tvořena šesti strofami, každá má čtyři verše. V češtině vyšla v různých překladech (Zdeněk Hron, Jiří Valja) v několika sbírkách.

## Vhudbě
Báseň zhudebnili například Jah Wobble a Tangerine Dream. Americký písničkář Bob Dylan ji cituje ve své písni „Roll on John“ na albu Tempest.
Dále byla zhudebněna několika českými skupinami z prostředí undergroundu. Kapela The Plastic People of the Universe píseň ve svých začátcích hrála s původením anglickým textem (záznam se zpívajícím Paulem Wilsonem později vyšel na albu Muž bez uší). Nástupnická kapela Půlnoc píseň hrála jak s anglickým (album Live in New York), tak i s českým textem (v překladu Jaroslava Skalického na albu Půlnoc). Dále zhudebněnou báseň hrály kapely DG 307 (album Siluety a několik záznamů z koncertů) a Betula Pendula. Zpěvačka Jitka Charvátová vydala svou verzi na albu Feed My Lion.